# Lucia Dellefant
Lucia Dellefant (* 1965 in München) ist eine deutsche Künstlerin.
Lucia Dellefant studierte von 1985 bis 1990 Kunsterziehung an der LMU München und schloss das Studium mit dem Staatsexamen ab. Von 1993 bis 1994 arbeitete sie in New York. Seit 1999 unterrichtet Dellefant als Dozentin an der Sommerakademie Hohenaschau, seit 2007 zudem als Dozentin bei artmatters. Lucia Dellefant ist mit ihren Emblembildern bekannt geworden, hat aber auch zahlreiche Projekte in der Kunst am Bau durchgeführt. Werke von ihr findet man unter anderem am Studentenheim München („post-it“), an der JVA Offenburg („augenblick“), an der Berufsakademie Mannheim („hinter den dingen“) oder am Studentenheim an der Panzerwiese („start“). Werke der Künstlerin befinden sich auch in den Sammlungen der Landesbank Rheinland-Pfalz, der Bayerischen Staatskanzlei oder der Artothek München.

## Preise und Stipendien
- 1992: Förderpreis des Vereins „Pasinger Mariensäule“
- 1996: Stipendium des Kulturzentrums der Minoriten in Graz
- 2001: Stipendium der Erwin-und-Gisela-von-Steiner-Stiftung
- 2002–2005: Atelierförderprogramm Bayern
- 2005: Kunstpreis des Rotary Clubs auf dem Kunstfrühling Bad Wörishofen
- 2006: Cité internationale des Arts Paris
- 2007: Atelierförderprogramm der Stadt München